# Грамешти (Сучава)
Грамешти (рум. Grămeşti) насеље је у Румунији у округу Сучава у општини Грамешти. Oпштина се налази на надморској висини од 293 m.

## Становништво
Према подацима из 2002. године у насељу је живело 3101 становника, од којих су сви румунске националности.

### Хронологија
| Година       | 1992 | 1993 | 1994 | 1995 | 1996 | 1997 | 1998 | 1999 | 2000 | 2001 | 2002 | 2003 | 2004 | 2005 | 2006 | 2007 | 2008 | 2009 | 2010 | 2011 | 2012 | 2013 | 2014 | 2015 | 2016 | 2017 |
| ------------ | ---- | ---- | ---- | ---- | ---- | ---- | ---- | ---- | ---- | ---- | ---- | ---- | ---- | ---- | ---- | ---- | ---- | ---- | ---- | ---- | ---- | ---- | ---- | ---- | ---- | ---- |
| Становништво | 3139 | 3124 | 3114 | 3116 | 3113 | 3105 | 3122 | 3104 | 3112 | 3112 | 3111 | 3072 | 3054 | 3055 | 3061 | 3051 | 3034 | 3001 | 2990 | 2991 | 3000 | 2995 | 2994 | 2992 | 3001 | 2979 |